# Эволюция (рестлинг)
Эволюция (англ. The Evolution) — группировка в рестлинге, существовавшая в WWE в период между 2003 и 2005 годами на бренде Raw.
Первоначально группировка состояла из Трипл Эйча, Рика Флэра, Батисты и Рэнди Ортона. «Эволюция» медленно начала распадаться в 2004 году, когда на первом Raw после SummerSlam, где Ортон выиграл титул чемпиона мира в тяжелом весе, он был изгнан из группировки. После победы в «Королевской битве» в 2005 году Батиста стал претендовать на чемпионский титул Трипл Эйча и покинул группировку.
«Эволюция» была восстановлена на короткое время 14 апреля 2014 года, после того, как Батиста объединился с Трипл Эйчем и Ортоном. Флэр не участвовал в перезапуске, так как он закончил выступления в 2012 году.

## Концепция

«Эволюция» в 2018 году

Каждый участник «Эволюции» был лучшим в рестлинге: в прошлом (Рик Флэр), в настоящем (Triple H), и в будущем (Рэнди Ортон и Батиста). На DVD 2013 года Triple H — Thy Kingdom Come рассказывалось, что Марк Джиндрак должен был занять место Батисты, и даже успел сняться в нескольких роликах, как член группировки. В 2020 году, когда стало известно, что Винс Макмэн хотел взять Джиндрака в группировку, чтобы заменить Батисту из-за его травмы трицепса в 2003 году. Однако Triple H посчитал, что Джиндрак был недостаточно зрелым для группировки, а также считал, что он тянет Ортона вниз, с чем согласился и сам Джиндрак. В конце концов, руководство решило поместить Джиндрака в команду с Гаррисоном Кейдом, пока остальные члены «Эволюции» ждали возвращения Батисты, что оказалось выгодным для всех сторон, включая Джиндрака, который стал звездой в Мексике после своего ухода из WWE в 2005 году.
Все члены группировки использовали собирательный образ Рика Флэра и Triple H — безжалостных плейбоев, одетых в костюмы.

## В рестлинге
- Музыкальная тема
  - «Evolve» от Джима Джонстона (16 июня 2003 — 14 июля 2003)
  - «Line in the Sand» от Motörhead (21 июля 2003 — 3 октября 2005 года; 14 апреля 2014 года — 2 июня 2014)

## Титулы и достижения
- WWE
 
  - Чемпион мира в тяжелом весе (6 раз) — Triple H (5), Рэнди Ортон (1)[4]
  - Командный чемпион мира (2 раза) — Батиста и Рик Флер[5]
  - Интерконтинентальный чемпион WWE (1 раз) — Рэнди Ортон (1)[6]
  - Королевская битва (2005) — Батиста[7]